# ناحیه لیبرتی، شهرستان افینگهام، ایلینوی
ناحیه لیبرتی، شهرستان افینگهام، ایلینوی (به انگلیسی: Liberty Township) یک منطقهٔ مسکونی در ایالات متحده آمریکا است که در شهرستان افینگهام، ایلینوی واقع شده‌است. ناحیه لیبرتی ۷۶۴ نفر جمعیت دارد و ۱۸۱ متر بالاتر از سطح دریا واقع شده‌است.